# Oporapa
Oporapa es un municipio colombiano localizado al sur del departamento del Huila. Yace en la parte media del ecosistema estratégico denominado Serranía de las Minas. Hace parte de la región Subsur del departamento. Su extensión territorial es de 188 km², su altura es de 1250 m s. n. m. y su temperatura promedio es de 22 °C.
Cuenta con una población de 14.812 habitantes de acuerdo con proyección del DANE para año 2019. Su economía se basa en la producción agrícola y el sector pecuario, siendo el café y el cultivo de passifloras los cultivos de mayor producción. Es conocido como «El Pesebre del Huila».

## Toponimia
Debe su nombre a que su territorio estuvo habitado por las tribus precolombinas Oporapa u Operabas, pertenecientes a la gran familia Yalcón.

## Geografía

### Límites
Limita al norte con el municipio de La Argentina; al sur con el municipio de Elías; al este con Tarqui y al oeste con Saladoblanco.

## División Político-Administrativa
Además de su Cabecera municipal. Oporapa tiene bajo su jurisdicción los centros poblados:
- El Carmen
- Paraguay
- San Ciro
- San Roque

## Historia
Fue fundado por José María Motta y Francisca Losada.
Hacia 1860 los caseríos de Oporapa y Saladoblanco venían siendo administrados por el distrito de Mesa de las Limas.